# Sigapang
Sigapang is een bestuurslaag in het regentschap Aceh Besar van de provincie Atjeh, Indonesië. Sigapang telt 208 inwoners (volkstelling 2010).